# 小行星8889
小行星8889（英語：8889 Mockturtle）是一颗围绕太阳公转的小行星。1994年7月31日，清水義定、浦田武在那智胜浦町发现了此天体。
这颗小行星的绝对星等为60.50057960396824等。小行星8889以兒童文學作品《愛麗絲夢遊仙境》的角色假海龜命名。